# Baciati dalla sfortuna
Baciati dalla sfortuna (Just My Luck) è un film commedia romantica del 2006 diretto da Donald Petrie con protagonisti Lindsay Lohan e Chris Pine. Nel film è presente anche la pop-rock band inglese dei McFly, che interpretano loro stessi.
È uscito nelle sale statunitensi il 12 maggio 2006 e in quelle italiane il 7 luglio 2006.

## Trama
Ashley Albright è una ragazza sexy, che ha un'incredibile fortuna ovunque lei vada. Ma un incontro con Jake Hardin, che al contrario è sfortunatissimo, cambia completamente la vita della giovane. Improvvisamente lui diventa fortunato, la band della quale era manager, i McFly, viene scritturata per una casa discografica e gli va tutto a gonfie vele mentre Ashley viene licenziata, cacciata da casa sua e tutto inizia ad andarle storto. Amareggiata da tutto, Ashley capisce che la sua sfortuna deriva dal bacio dato quella sera al ballo in maschera a un ragazzo misterioso e inizia a cercarlo disperatamente. Jake e Ashley si incontrano in un ristorante mentre lei fa una scenata isterica. Lui capisce che è sfortunata ed essendoci passato anche lui decide di aiutarla. Ashley capirà solamente ascoltando un dialogo di Jake che è lui il ragazzo con il quale ha scambiato la fortuna/sfortuna e decide di baciarlo. Anche se diventata di nuovo fortunata, Ashley non si sente più così felice come una volta e capisce di essersi innamorata di Jake. Quando lui sta per essere licenziato dal suo capo, lei lo bacia passandogli così di nuovo la fortuna e permettendogli di mandare in scena la sua band. Ashley decide di tornare dai suoi genitori, con il treno, per pensare un po' ma arriva Jake alla stazione che, dichiarandole il suo amore, la bacia passandole così la fortuna e cancellando magicamente tutte le partenze. Ma proprio in quel momento arriva Caty, la cugina di Jake, molto infelice poiché si sente sfortunata, e così Ashley e Jake la baciano dandole così la fortuna. Infatti Caty vince 25 dollari alla lotteria mentre Ashely e Jake sono ormai sfortunati ma possono vivere insieme il loro amore.

## Colonna sonora
Nell'album della colonna sonora, intitolato Just My Luck, sono presenti solamente canzoni dei primi due album della rock band britannica McFly (Room on the 3rd Floor e Wonderland). L'album include anche una nuova traccia, Just My Luck, che venne realizzata proprio per il film. Una nuova versione di Five Colours in Her Hair ed una versione riarrangiata di Unsaid Things sono presenti in questo album al posto di quelle originali.
1. I Wanna Hold You
2. I've Got You
3. Obviously
4. Ultraviolet
5. Five Colours In Her Hair (US Version)
6. Too Close for Comfort
7. All About You
8. That Girl
9. Unsaid Things
10. I'll Be OK
11. Just My Luck
12. Memory Lane

Oltretutto, nella scena "madre" del film (ovvero il passaggio di fortuna/sfortuna da Ashley a Jake) è udibile la canzone Only This Moment del gruppo norvegese Röyksopp.

### Posizioni in classifica
| "Just My Luck" - Billboard Top Heatseakers Albums | "Just My Luck" - Billboard Top Heatseakers Albums |
| Settimana                                         | 01                                                |
| ------------------------------------------------- | ------------------------------------------------- |
| Posizione                                         | 25                                                |

## Riconoscimenti
- 2007 - Razzie Awards
  - Nomination Peggior attrice protagonista a Lindsay Lohan
- 2010 - Razzie Awards
  - Nomination Peggior attrice del decennio a Lindsay Lohan
- 2006 - Teen Choice Awards
  - Nomination Miglior film per ragazzi
  - Nomination Miglior attrice in un film commedia a Lindsay Lohan
  - Nomination Miglior crisi isterica a Lindsay Lohan
- 2006 - Kids' Choice Awards, Australia
  - Nomination Miglior attrice a Lindsay Lohan
- 2006 - Stinkers Bad Movie Award
  - Nomination Accento femminile più fastidioso a Tovah Feldshuh